# A Chance to Cut Is a Chance to Cure
A Chance to Cut Is a Chance to Cure è un album in studio dei Matmos del 2001.

## Composizione
La scelta di realizzare A Chance to Cut Is a Chance to Cure, che si focalizza interamente sui suoni pre-registrati di apparecchiature mediche e interventi chirurgici, nacque dal fatto che i due membri dei Matmos abbiano entrambi genitori dottori. All'introduttiva Lipostudio... And So On, ove fanno capolino i suoni di una liposuzione, così come L.A.S.I.K., brano electro che allude a un'operazione laser-oculare seguono Spondee, basata sui suoni di una registrazione vocale rivolta ai non udenti e Ur Tchun Tan Tse Qi. Le successive For Felix (And All the Rats) e Memento Mori sono due brani più dissonanti per bordoni. La conclusiva California Rhinoplasty, che è anche stata pubblicata in un extended play omonimo, è una traccia orecchiabile creata utilizzando il suono di un monitor di un'apparecchiatura chirurgica.
Esiste un'edizione del disco con una traccia bonus intitolata Cymbals & Aspirin (A Breakthrough in Pain Relief).

## Accoglienza
A Chance to Cut Is a Chance to Cure ha ricevuto una media pari a 80 su 100 su Metacritic. Heather Phares di AllMusic considera quelli dell'album «sette pezzi di techno sperimentale melodica straordinariamente accessibili.» Simon Reynolds sostiene che, in questo album, i Matmos «hanno catturato con sconfortante vivacità il puro surrealismo della moderna industria della vanità, le torture medievali che le persone sopportano volentieri pur di raggiungere la perfezione fisica.»
Pitchfork ha piazzato A Chance to Cut Is a Chance to Cure al numero 19 della sua lista dei "50 migliori album IDM di tutti i tempi" del 2017.

## Formazione

### Gruppo
- M. C. Schmidt – voce, campionatore, sintetizzatore
- Drew Daniel – voce, chitarra, campionatore

### Altri musicisti
- Katie Williams – voce
- J Lesser – voce
- Blevin Blectum – voce
- Felix Kubin – voce
- Hrvatski – voce
- Miguel De Pedro – voce
- Stefanie Ressin – voce
- Richard Von Der Schulenburg – voce
- Katerina Von Ledersteger-Goodfriend – voce
- Kevin Ambrosini – voce
- Ethel Chang – voce
- Joanne Feinstein – voce
- Quang Hong – voce
- David Hornung – voce
- Emily Hsu – voce
- Matt Kaufman – voce
- Daisy Kent – voce
- Blake Linney – voce
- Junn-Francis Masongsong – voce
- Lee Medoff – voce
- Jerome Narvaez – voce
- Ryan Petersen – voce
- Brian Schultz – voce
- Cody Shedd – voce
- Robert Sproul – voce
- Jennifer Tom – voce
- Nicole Williamson – voce
- Stephen Thrower – clarinetto
- Steve Goodfriend – batteria
- Mark Lightcap – chitarra elettrica, ukulele
- Rebecca Highlander – voce

## Tracce
1. Lipostudio...And So On – 5:35
2. L.A.S.I.K. – 3:57
3. Spondee – 6:15
4. Ur Tchun Tan Tse Qi – 5:05
5. For Felix (And All the Rats) – 7:52
6. Memento Mori – 7:32
7. California Rhinoplasty – 10:00